# Nathan der Weise
Nathan der Weise er en tysk stumfilm fra 1922 af Manfred Noa.

## Medvirkende
- Fritz Greiner som Sultan Saladin
- Carl de Vogt som Assad / Templar
- Lia Eibenschütz som Sittah
- Werner Krauss som Nathan
- Bella Muzsnay som Recha
- Margarete Kupfer som Daja
- Rudolf Lettinger som Bonafides